# Cara Seymour
Cara Seymour (Essex, 6 de enero de 1964) es una actriz inglesa de cine, teatro y televisión. Ha aparecido en películas como American Psycho, Adaptation, Dancer in the Dark, Gangs of New York, Hotel Rwanda, La familia Savage y An Education. En teatro, hizo parte de la producción de Caryl Churchill The Skriker.

## Filmografía

### Cine
| Año  | Título                    | Papel                 | Notas        |
| ---- | ------------------------- | --------------------- | ------------ |
| 1998 | Come To                   | Mandy                 | Cortometraje |
| 1998 | You've Got Mail           | Gillian Quinn         |              |
| 2000 | American Psycho           | Christie              |              |
| 2000 | Dancer in the Dark        | Linda Houston         |              |
| 2000 | A Good Baby               | Josephine Priddy      |              |
| 2001 | Silent Grace              | Margaret              |              |
| 2002 | Adaptation.               | Amelia Kavan          |              |
| 2002 | Gangs of New York         | Maggie                |              |
| 2004 | Birth                     | Sra. Conte            |              |
| 2004 | Evergreen                 | Kate                  |              |
| 2004 | Hotel Rwanda              | Pat Archer            |              |
| 2005 | Steal Me                  | Madre                 |              |
| 2006 | The Notorious Bettie Page | Maxie                 |              |
| 2007 | The Savages               | Kasia                 |              |
| 2009 | Beyond the Fire           | Katie                 |              |
| 2009 | An Education              | Majorie               |              |
| 2011 | The Music Never Stopped   | Helen Sawyer          |              |
| 2012 | Jack & Diane              | Linda                 |              |
| 2014 | I Origins                 | Dra. Jane Simmons     |              |
| 2017 | A Woman, a Part           | Kate                  |              |
| 2024 | Widow Clicquot            | Jeanne Marie Posardin |              |

### Televisión
| Año       | Título                                | Papel           | Notas               |
| --------- | ------------------------------------- | --------------- | ------------------- |
| 2013      | Zero Hour                             | Mildred         | Episodio: "Ratchet" |
| 2014–2015 | The Knick                             | Hermana Harriet | 10 episodios        |
| 2009      | Red Riding: The Year of Our Lord 1974 | Mary Cole       |                     |
| 2009      | Red Riding: The Year of Our Lord 1983 | Mary Cole       |                     |